# 퍼펙트 (2013년 영화)
《퍼펙트》(영어: Dead Man Down)는 2013년 공개된 미국의 액션 스릴러 영화이다.

## 출연진
- 콜린 패럴
- 노미 라파스
- 도미닉 쿠퍼
- 테런스 하워드
- F. 머리 에이브러햄
- 아먼드 아산티
- 웨이드 배럿
- 이자벨 위페르
- 제임스 비베리